# زیردریایی کلاس رزولوشن
زیردریایی کلاس رزولوشن (به انگلیسی: Resolution-class submarine) یک کلاس از زیردریایی است که طول آن 425 ft (129.5 m) می‌باشد.